# Puerto de La Gañidoira
El Puerto de La Gañidoira (en gallego: Porto da Gañidoira), también conocido como Alto da Gañidoira, es un puerto de montaña de 720 metros de altitud, situado en el municipio de Muras (provincia de Lugo), siendo el paso de la carretera LU-540 para poder cruzar la Sierra del Gistral.
Este paso ha sido el tradicional vial de comunicación entre la localidad costera de Vivero y el interior de la provincia de Lugo.

## Topónimo
El nombre de Gañidoira sería un derivado de "gañir", en un sentido extenso, indicando un lugar donde ruge el viento.